# ガブリエル・クーン

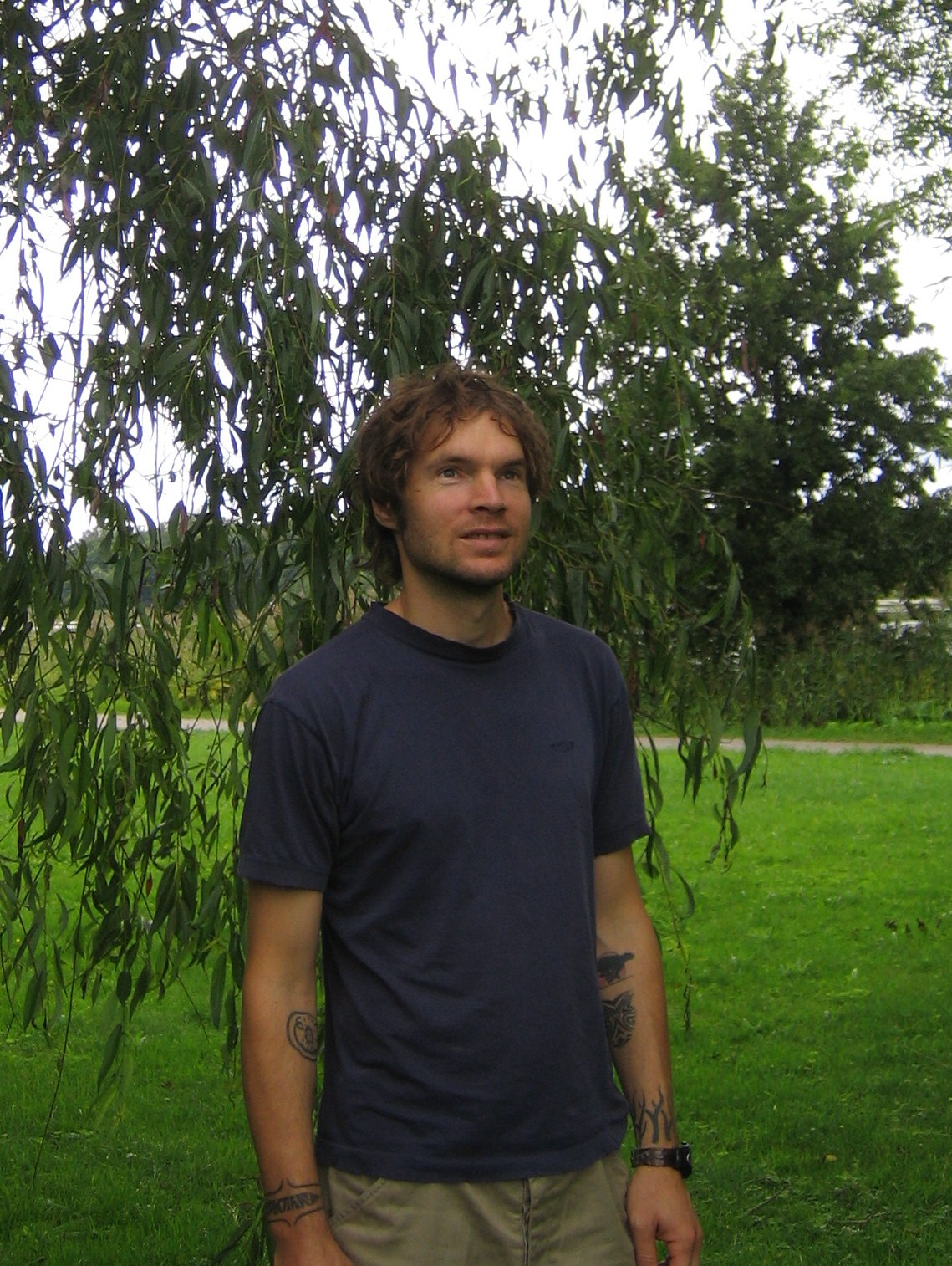
ガブリエル・クーン

ガブリエル・クーン（Gabriel Kuhn、1972年 - ）は、オーストリア・インスブルック出身の著述家、翻訳家。現スウェーデン在住。

## 人物
ガブリエル・クーンは幼少時代をトルコ、英国、米国など様々な国で過ごした。オーストリアと米国での高校生活の後は、中東や南太平洋諸島にも住んだ。
2005以降はスウェーデン在住。ポスト構造主義の研究で哲学博士号を取得。思想的には古典的なアナキズムと欧米の影響を受ける。クーンが政治活動の中で重視しているのは理論と実践のギャップの橋渡しである。またクーンによるコミュニティの概念とは、抑圧されている人々との連帯に基づくコミュニティである。政治的、社会的活動に加え、セミプロフェッショナルのサッカー選手としてプレーしていたことがある。

## 略歴
クーンは1989年以来、政治的に活発に行動し、そうした文脈の中で発展した彼の著作は左派のアクティビストや研究者に向けられている。1990年代にはオーストリアのアウトノミストのジャーナル「TATblatt」に執筆していた他、ウィーンのアナキスト系出版社「モンテベリタ」（ Monte Verita ）と共に活動していた。
2000年、DIYの出版プロジェクト「アルパイン・アナキスト・プロダクション」（ Alpine Anarchist Productions,AAP ）を設立。数多くの小冊子を発行しているが、その多くはクーンがペンネームで書いている。このシリーズの中で『アナキスト・フットボール（サッカー）・マニュアル』は最も人気のある1冊となった。
2005以降、ドイツのラジカル系出版社 Unrast Verlag から広範囲にわたるジャンルの本を出版。

## 作品一覧
- 2005年 “Tier-Werden, Schwarz-Werden, Frau-Werden. Eine Einführung in die politische Philosophie des Poststrukturalismus ”

ポスト構造主義にアプローチする左派的入門書のスタンダード。
- 2008年 “Neuer Anarchismus in den USA. Seattle und die Folgen”

デヴィッド・グレーバー（en:David_Graeber）やCrimethInc.（en:CrimethInc）など現代米国におけるアナキズムを注釈付きでまとめた翻訳集
- 2009年 “Tötet den Bullen in eurem Kopf! Zur US-amerikanischen Linken, White Supremacy und Black Autonomy ”

新聞プロジェクト「ブラック・オートノミー」はドイツ語で入手可能。2008年からはPMプレス（en:PM Press）と多くのプロジェクトを協働してきた。またドイツで最も影響力ある2人のアナキスト、グスタフ・ランダウアーとエーリッヒ・ミューザムの著述を英語で出版するといった翻訳作業にも取り組んでいる。
- 2010年 “Life Under the Jolly Roger: Reflections on Golden Age Piracy ”

『海賊旗を掲げて　黄金期海賊の歴史と遺産』菰田真介訳 夜光社、2013
- 2010年 “Sober Living for the Revolution: Hardcore Punk, Straight Edge, and Radical Politics”

ストレートエッジ・ハードコア（en:Straight edge）シーンの中のラジカルな潮流を記録したアンソロジー。
- 2010年 “Revolution and Other Writings ” (グスタフ・ランダウアー（en:Gustav_Landauer）集)

- 2011年 “Liberating Society from the State and Other Writings (エーリッヒ・ミューザム（en:Erich Mühsam）集)

- 2011年 “Soccer vs. the State: Tackling Football and Radical Politics”

『アナキストサッカーマニュアル』甘糟智子訳  現代企画室 、2013
さらにドイツの Direkte Aktion （en:Direkte Aktion）からスウェーデンの Brand まで様々なジンやジャーナルに執筆している。